# Perateri
Els perateris (Peratherium) són un gènere extint de mamífers metateris de la família dels herpetotèrids que tingueren una amplíssima distribució des de l'Eocè inferior fins a l'Oligocè superior. Se n'han trobat restes fòssils a Alemanya, Bèlgica, Egipte, Espanya (incloent-hi els jaciments catalans de Les Saleres, Sant Cugat de Gavadons i Sossís), els Estats Units, França, Oman, Portugal, el Regne Unit, Romania i Sèrbia. Eren semblants als opòssums d'avui en dia. El nom genèric Peratherium significa ‘bèstia de bossa’ o, menys literalment, ‘marsupial’.